# ذهبقية
الذهبقية (الاسم العلمي:Chrysomeridaceae) هي فصيلة من الأسناخ الصبغية تتبع الرتبة الذهبقيات من طائفة الذهبقانية.

## الأجناس
- الذهبقاء
- الأربوغاء
- الذهصناء
- الجيروداء
- الذهويراء
- القطبعاء